# Montailleur
Montailleur és un municipi francès situat al departament de la Savoia i a la regió d'Alvèrnia-Roine-Alps. L'any 2007 tenia 588 habitants.

## Demografia

### Població
El 2007 la població de fet de Montailleur era de 588 persones. Hi havia 211 famílies de les quals 46 eren unipersonals (27 homes vivint sols i 19 dones vivint soles), 92 parelles sense fills, 69 parelles amb fills i 4 famílies monoparentals amb fills.
La població ha evolucionat segons el següent gràfic:
Habitants censats

### Habitatges
El 2007 hi havia 275 habitatges, 216 eren l'habitatge principal de la família, 36 eren segones residències i 23 estaven desocupats. 254 eren cases i 20 eren apartaments. Dels 216 habitatges principals, 183 estaven ocupats pels seus propietaris, 26 estaven llogats i ocupats pels llogaters i 7 estaven cedits a títol gratuït; 2 tenien una cambra, 9 en tenien dues, 29 en tenien tres, 57 en tenien quatre i 119 en tenien cinc o més. 181 habitatges disposaven pel capbaix d'una plaça de pàrquing. A 73 habitatges hi havia un automòbil i a 129 n'hi havia dos o més.

### Piràmide de població
La piràmide de població per edats i sexe el 2009 era:
| Homes | Edats   | Dones |
| ----- | ------- | ----- |
| 0     | 95 o +  | 0     |
| 0     | 90 a 94 | 4     |
| 0     | 85 a 89 | 0     |
| 4     | 80 a 84 | 0     |
| 20    | 75 a 79 | 12    |
| 16    | 70 a 74 | 12    |
| 8     | 65 a 69 | 4     |
| 4     | 60 a 64 | 8     |
| 8     | 55 a 59 | 12    |
| 20    | 50 a 54 | 24    |
| 24    | 45 a 49 | 20    |
| 20    | 40 a 44 | 24    |
| 24    | 35 a 39 | 12    |
| 12    | 30 a 34 | 24    |
| 24    | 25 a 29 | 24    |
| 36    | 20 a 24 | 12    |
| 32    | 15 a 19 | 4     |
| 16    | 10 a 14 | 16    |
| 20    | 5 a 9   | 28    |
| 20    | 0 a 4   | 24    |

## Economia
El 2007 la població en edat de treballar era de 399 persones, 261 eren actives i 138 eren inactives. De les 261 persones actives 243 estaven ocupades (134 homes i 109 dones) i 18 estaven aturades (11 homes i 7 dones). De les 138 persones inactives 46 estaven jubilades, 21 estaven estudiant i 71 estaven classificades com a «altres inactius».

### Ingressos
El 2009 a Montailleur hi havia 221 unitats fiscals que integraven 557 persones, la mediana anual d'ingressos fiscals per persona era de 20.226 €.

### Activitats econòmiques
Dels 22 establiments que hi havia el 2007, 1 era d'una empresa extractiva, 3 d'empreses de construcció, 1 d'una empresa de comerç i reparació d'automòbils, 1 d'una empresa de transport, 3 d'empreses d'hostatgeria i restauració, 1 d'una empresa financera, 1 d'una empresa immobiliària, 7 d'empreses de serveis, 2 d'entitats de l'administració pública i 2 d'empreses classificades com a «altres activitats de serveis».
Dels 4 establiments de servei als particulars que hi havia el 2009, 2 eren lampisteries, 1 electricista i 1 restaurant.
L'únic establiment comercial que hi havia el 2009 era una botiga de mobles.
L'any 2000 a Montailleur hi havia 13 explotacions agrícoles que ocupaven un total de 260 hectàrees.

## Equipaments sanitaris i escolars
El 2009 hi havia una escola elemental integrada dins d'un grup escolar amb les comunes properes formant una escola dispersa.

## Poblacions més properes
El següent diagrama mostra les poblacions més properes.